# Conor Dwyer
Conor Dwyer (n. 10 ianuarie 1989, Evanston, Illinois, SUA) este un înotător ce a reprezentat Statele Unite ale Americii, medaliat olimpic. A participat la 2 ediții ale Jocurilor Olimpice (2012, 2016) în care a câștigat 3 medalii de aur și o medalie de bronz.